# Хага, Генри
Генри Хага (англ. Henry Haga; 22 января 1931, Милуоки, США — 16 августа 1988, Таузанд-Окс, США) — американский автомобильный дизайнер, ведущий дизайнер Chevrolet эпохи маскл каров в 1960-х, директор студии дизайна Opel в 1970-х. Руководил командой, создавшей легендарные Chevrolet Corvette третьего поколения и Chevrolet Camaro первого и второго поколений.

## Биография
Генри Хага родился в Милуоки штат Висконсин, год проучился в университете Висконсина (University of Wisconsin), затем перебрался в Калифорнию, где окончил школу дизайна в Пасадине (Art Center College of Design). В 1953 году в составе группы талантливой молодёжи отобранной Харли Эрлом, вице-президентом по дизайну General Motors, попал в Детройт. Первой его работой была должность ассистента в художественной студии Cadillac. Позже он поработал во всех дизайнерских подразделениях концерна: в Chevrolet, Pontiac, Buick и Oldsmobile. В 1963 году Билл Митчел (англ. Bill Mitchell), новый главный дизайнер General Motors, поставил Хага во главе вновь созданной дизайн-студии №2 Chevrolet. Именно здесь под его непосредственным руководством были созданы такие легендарные автомобили Chevrolet, как Corvette, Camaro и Vega.
После своего приезда в Детройт, Хага познакомился с Элеонорой Петрушка (Eleanor Pietruszka), выпускницей Нью-Йоркского института Пратта, молодым дизайнером, также перебравшейся в автомобильную столицу на работу. В 1957 году они поженились, и вскоре у них родился сын Ричард.
В 1974 году Хага был переведён в Рюссельсхайм, Германия на фирму Opel, где проработал директором по дизайну отделения легковых автомобилей в течение шести лет. После возвращения в Соединённые Штаты в 1980 году, он работал заместителем исполнительного дизайнера в студии дизайна экстерьера Chevrolet и Pontiac до тех пор, пока не был назначен в 1984 году директором вновь созданного Центра перспективных разработок General Motors (Advanced Concepts Center) в Калифорнии.
Всю свою жизнь Генри Хага увлекался старинными автомобилями, коллекционировал их, тщательно реставрировал, участвовал в различных выставках и соревнованиях.

## Галерея

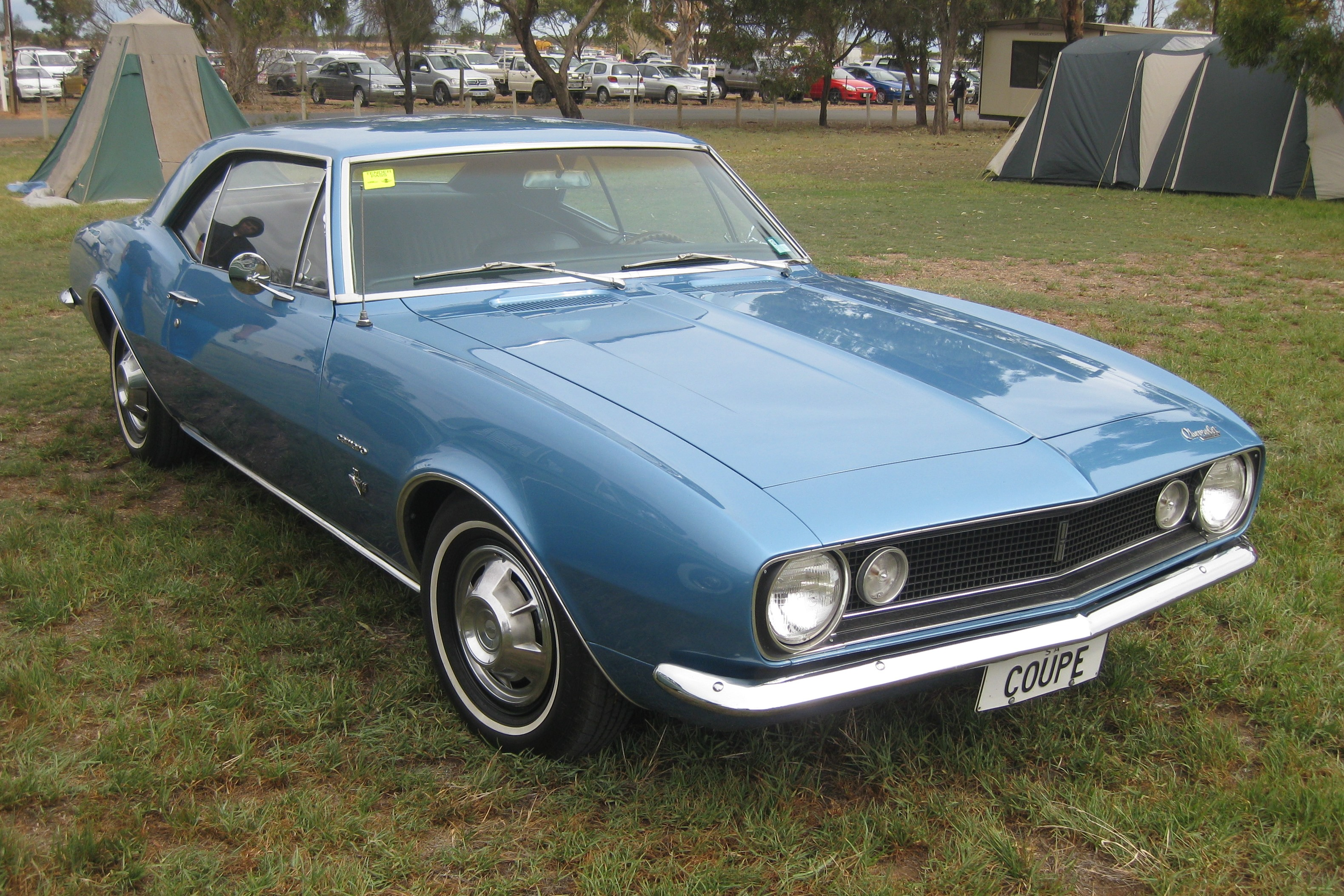
1967 Chevrolet Camaro первого поколения
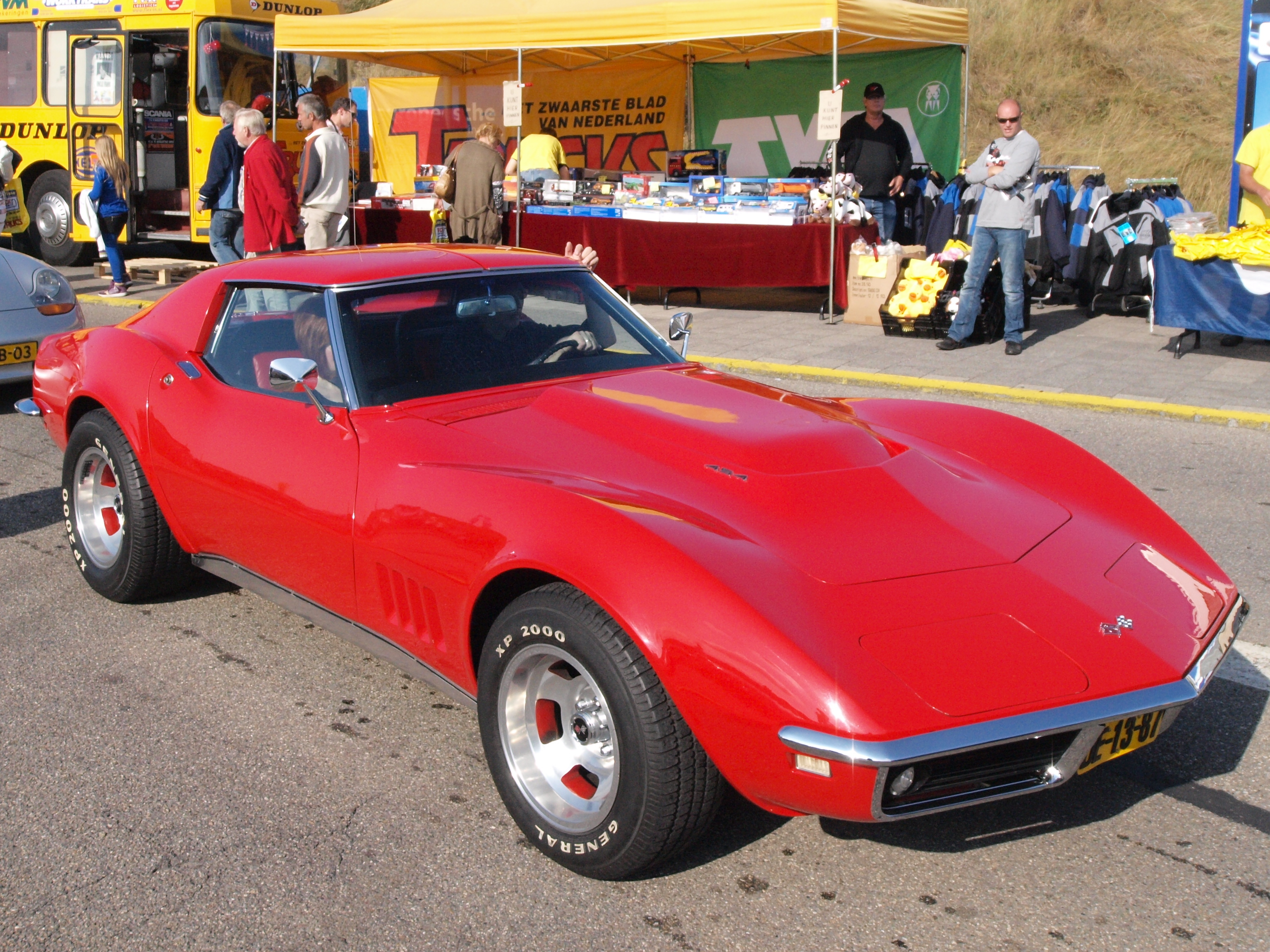
1968 Chevrolet Corvette третьего поколения
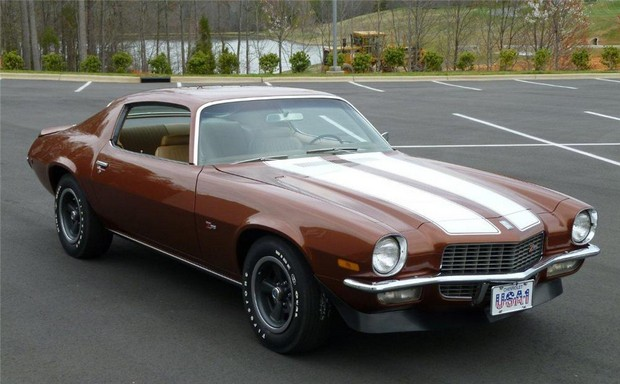
1970 Chevrolet Camaro второго поколения